# بارانووا
بارانووا (به اسپانیایی: Baranoa) یک سکونتگاه مسکونی در کلمبیا است که در بخش آتلانتیکو واقع شده‌است.

## خصوصیات
بارانووا ۱۲۷ کیلومترمربع مساحت و ۵۰٬۲۶۱ نفر جمعیت دارد و ۱۱۸ متر بالاتر از سطح دریا واقع شده‌است.